# Carlos Pacheco (Fußballspieler)
Carlos Gilberto Pacheco Cajas (* 21. Dezember 1942 in Valparaíso; † 22. November 2021 ebenda) war ein chilenischer Fußballspieler. Der Mittelfeldspieler absolvierte zehn Länderspiele für Chile.

## Karriere

### Verein
Carlos Pacheco begann bei CD Yelcho das Fußballspielen und wechselte 1960 in die Jugend von Everton. Hier schaffte er 1963 den Sprung in das Profiteam. 1967 wechselte der Mittelfeldspieler zu Unión Española und wurde direkt Stammspieler. Zudem war er von 1968 bis 1971 Teamkapitän der Hispanos.
In Chile spielte Pacheco noch für Deportes Naval de Talcahuano (1972), CD Palestino (1973) und CD Magallanes (1974). Weiterhin war der Mittelfeldspieler beim Club Bolívar in Bolivien, bei Independiente Santa Fe in Kolumbien und in seinem letzten Karrierejahr, gemeinsam mit Landsmann Carlos Díaz, in Guatemala bei Deportivo Zacapa aktiv.

### Nationalmannschaft
Carlos Pacheco debütierte im Juli 1971 unter dem Trainerduo Luis Vera/Raúl Pino beim Freundschaftsspiel gegen Paraguay. Danach folgten neun weitere Freundschaftsspiele bis Februar 1972. Das letzte Spiel im Nationaltrikot bestritt Pacheco gegen Haiti. Sein einziges Tor für Chile erzielte er beim 5:0-Erfolg in der Copa Juan Pinto Durán 1971 gegen Uruguay.